# بلتارلا (باشماکچی)
بلتارلا (به ترکی استانبولی: Beltarla) یک منطقهٔ مسکونی در ترکیه است که در باشماکچی واقع شده‌است. بلتارلا ۳۷۴ نفر جمعیت دارد.